# ديك هيجارتي
ديك هيجارتي (بالإنجليزية: Dick Hegarty)‏ هو لاعب كرة قدم بريطاني (وحمل سابقاً جنسية المملكة المتحدة لبريطانيا العظمى وأيرلندا) في مركز الظهير، ولد في 1885 في المملكة المتحدة، وتوفي في 1917 في المملكة المتحدة. لعب مع ستوكبورت كونتي ونادي هارتلبول يونايتد ونادي  شيلدز الشمالية ‏ وWest Hartlepool F.C. ‏.